# Pulau Duku
Pulau Duku is een bestuurslaag in het regentschap Ogan Komering Ulu Selatan van de provincie Zuid-Sumatra, Indonesië. Pulau Duku telt 719 inwoners (volkstelling 2010).